# Roje pri Trebelnem
Roje pri Trebelnem je naselje u slovenskoj Općini Mokronog - Trebelnu. Roje pri Trebelnem se nalazi u pokrajini Dolenjskoj i statističkoj regiji Donjoposavskoj regiji. 

## Stanovništvo
Prema popisu stanovništva iz 2002. godine naselje je imalo 58 stanovnika.